# Internationale Organisatie voor Migratie
De Internationale Organisatie voor Migratie (IOM) (Engels: International Organization for Migration) (IOM) is een intergouvernementele organisatie met een hoofdkantoor in Genève. De organisatie werd in 1951 opgericht als Intergovernmental Committee for European Migration (ICEM), met als doel ontheemden in Europa in de naoorlogse jaren terug naar huis te begeleiden. IOM is uitgegroeid tot een belangrijke onafhankelijke internationale organisatie op het gebied van migratie.
Sinds 19 september 2016 heeft IOM zich als 'related agency' verbonden aan de Verenigde Naties (VN) met wereldwijd een leidende taak op het gebied van migratie. Uitgangspunt voor het werk van IOM is dat humane en ordelijke migratie zowel migranten als de gehele samenleving ten goede komt. IOM bevordert samen met haar partners ordelijke en humane migratie, de internationale samenwerking op het gebied van migratie, het uitvoeren van initiatieven en projecten op het gebied van migratie en het geven van humanitaire hulp aan migranten die in nood verkeren waaronder vluchtelingen en mensen die op de vlucht zijn binnen de eigen landsgrenzen (ontheemden).
IOM houdt zich eveneens bezig met overkoepelende internationale thema’s, zoals het bevorderen van het internationale migratierecht, debatten over internationaal beleid, de bescherming van migrantenrechten, migratie en gezondheid en migratie en gender.
Om deze activiteiten uit te voeren, is IOM uitgegroeid tot een organisatie met 175 lidstaten en bijna 19.000 medewerkers wereldwijd in 2023. Jaarlijks geeft IOM het 'World Migration Report' uit. Het hoofdkwartier is gevestigd te Le Grand-Saconnex nabij Genève in Zwitserland.

## IOM in Nederland
De Nederlandse vertegenwoordiging van deze internationale organisatie is voortgekomen uit de Nederlandse Emigratiedienst, een aantal ngo's en het Ministerie van Sociale Zaken, als onderdeel van de privatisering van overheidstaken in 1990.

## Terugkeer en herintegratie
In Nederland ondersteunt IOM migranten die vrijwillig willen terugkeren naar hun land van herkomst met hun duurzame herintegratie. De ondersteuning bestaat onder andere uit voorlichting en counselling, het verzorgen van reisdocumenten en de reis, alsmede het stimuleren van herintegratie in het land van herkomst. IOM is voorstander van het bieden van herintegratieondersteuning; voor een geslaagde herintegratie is respect voor de menselijke waardigheid  een belangrijke voorwaarde. Via haar wereldwijde netwerk biedt IOM Nederland hulp bij het opzetten van inkomensgenererende activiteiten of bij het financieren van een opleiding.
Migranten in een kwetsbare positie, zoals slachtoffers van mensenhandel, alleenstaande minderjarigen en mensen met medische problemen, krijgen extra begeleiding en hulp. In 2023 zijn 1.859 migranten met assistentie van IOM teruggekeerd naar hun land van herkomst. Sinds 1991 heeft IOM in totaal meer dan 70.000 migranten geassisteerd met de terugkeer en hun herintegratie in het land van herkomst.

## Hervestiging en gezinshereniging
IOM heeft al tientallen jaren een rol bij de wereldwijde hervestiging van vluchtelingen. Vluchtelingen met medische problemen en kwetsbare groepen zoals vrouwen en kinderen krijgen binnen dit programma speciale aandacht. IOM ondersteunt selectie- en culturele oriëntatiemissies van de Nederlandse overheid en regelt een veilige overkomst van de vluchtelingen naar Nederland. Op verzoek van de Nederlandse overheid biedt men ondersteuning bij ad-hoc verzoeken voor relocatie.
IOM biedt ook assistentie aan gezinsleden die in aanmerking komen voor hereniging met hun familie in Nederland. IOM regelt hun reis en fungeert als contactpunt voor de familieleden en sponsors in Nederland.

## Integratie van migranten en sociale cohesie
IOM assisteert migranten met hun integratie in de maatschappij. Met de gemeente Tilburg werkt IOM binnen het Includ-EU project aan expertisebevordering van lokale en regionale overheden in de regio Hart van Brabant. Doel is het verbeteren van de integratie van statushouders.

## Arbeidsmigranten
Om de tekorten op de Europese arbeidsmarkt terug te dringen, richt IOM zich samen met de Netherlands-African Business Council (NABC) op bedrijven die opgeleide arbeidsmigranten willen inzetten uit Nigeria en Senegal. Via het MATCH project worden zij in staat gesteld om tijdelijk te werken bij Nederlandse bedrijven met aantoonbare tekorten aan arbeidskrachten, waaronder ICT, technologie en digitalisering.

## Migratie en ontwikkeling
Door diaspora te betrekken bij ontwikkelingsinitiatieven en door het stimuleren van samenwerkingsverbanden tussen landen van herkomst en bestemming versterkt IOM Nederland de relatie tussen migratie en ontwikkeling.
Connecting Diaspora for Development 2 (CD4D2) stelt professionals uit de diaspora in de gelegenheid om hun kennis en expertise in te zetten voor de ontwikkeling van hun land van herkomst. Door fysieke en virtuele uitzendingen verbinden deze professionals uit Nederland, andere EU-lidstaten en het Verenigd Koninkrijk zich aan instellingen in hun land van herkomst.
Daarnaast kan men in Nederland stages en trainingen aanbieden aan vertegenwoordigers van gastinstellingen uit de focuslanden. Uitgangspunt voor dit vraaggerichte project zijn concrete verzoeken voor capaciteitsopbouw van geselecteerde gastinstellingen in vier doellanden: Afghanistan, Irak, Nigeria en Somalië.
Het project Entrepreneurship by Diaspora for Development (ED4D) wordt uitgevoerd in samenwerking met PUM, Netherlands senior experts. Het project stimuleert in Nederland wonende Ghanese en Ethiopische diaspora om zich als ondernemer in te zetten voor de ontwikkeling van de private sector in een van beide landen. Extra aandacht wordt hierbij gevraagd voor een duurzame, milieuvriendelijke ontwikkeling en het creëren van werkgelegenheid voor jongeren.
In Nederland is IOM gevestigd in Den Haag en heeft circa 75 medewerkers (2024). Hoofd van deze missie was van september 2018 tot september 2024 Antonio Polosa. In oktober 2024 volgde Fabien Sambussy hem op in deze functie.
De activiteiten in Nederland worden gefinancierd door het ministerie van Justitie en Veiligheid, het ministerie van Buitenlandse Zaken en de Europese Unie. In de taakuitvoering is IOM echter onafhankelijk.